# Ли, Генри
Генри Ли III (англ. Henry Lee III; 29 января 1756 — 25 марта 1818) — американский военный, участник Войны за независимость США, делегат Конгресса Конфедерации от Виргинии, впоследствии 9-й губернатор штата Виргиния и депутат Палаты представителей США от Виргинии. В годы войны он служил офицером кавалерии в Континентальной армии, командовал специальным отрядом лёгкой кавалерии и был известен под именем «Легкоконный Гарри». Он занимался в основном разведкой и охотой за фуражирами противника, но в 1779 году лично спланировал и осуществил нападение на форт Паулус-Хук, за что был награждён золотой медалью Конгресса. Ли участвовал в боях на Южном театре войны и был свидетелем капитуляции Корнуоллиса под Йорктауном. После войны он женился, был делегатом Конгресса Конфедерации и Виргинского ратификационного конгресса, где активно выступал за ратификацию Конституции США. Он стал противником экономической политики Гамильтона, что помогло ему в 1791 году стать губернатором Виргинии.
В 1794 году Ли снова принял армейское командование во время «восстания из-за виски», а в 1798 году про него вспомнили в связи с обострением отношений с Францией, однако так называемая Квазивойна так и не переросла в настоящую войну. В апреле 1799 года Генри Ли был избран в Палату представителей США. Его политическая карьера завершилась в 1801 году, после победы Джефферсона на президентских выборах. Ли стал вести жизнь плантатора, но его дела шли плохо, и он попал в долговую тюрьму, где написал мемуары о войне в Южных штатах в 1780 году. В 1812 году он сильно пострадал во время Балтиморского мятежа, после чего отправился на Карибы для поправки здоровья. На обратном пути он умер в Джорджии, в доме своего друга, генерала Грина.
Известен также как отец генерала армии Конфедерации Роберта Ли.

## Ранние годы
Генри Ли происходил из известного виргинского рода Ли, его отец Генри Ли II (1730—1787) в 1747 году получил по наследству участок земли в округе Принс Уильям, где построил усадьбу Лисильвания. 1 декабря 1753 года он женился на Люси Граймс, известной красавице, в которую был влюблён Джордж Вашингтон. Вскоре у них родилась дочь, но она оказалась болезненным ребёнком и умерла, когда ей исполнилось десять месяцев. 29 января 1756 года у них родился сын, который получил имя Генри в честь отца и деда. В то время Генри Старший был депутатом Палаты бюргеров, но оставался неприметной фигурой, и не стал так знаменит, как другие его родственники. Генри Младший вёл лёгкую беззаботную жизнь в окружении множества слуг и рабов; он рано научился верховой езде (в 3 или 4 года) и проводил много времени в полях между Дамфризом и Александрией.
В шесть лет он мог приветствовать пастора на хорошей латыни, а в семь пожелал изучить французский, но это решение не одобрили в семье. Его учили фехтованию, обращению с пистолетами и винтовкой. В 10 лет он уже имел в собственности трёх коней, а в 12 лет собрал библиотеку из 60 книг, 10 из которых были на латыни. Когда ему исполнилось 14 лет, его отправили учиться в Нью-Джерси, в Принстонский колледж; это было первое самостоятельное путешествие в его жизни. Президентом колледжа тогда был Джон Уизерспун, один из самых образованных людей своего времени. Он поощрял создание студенческих сообществ, которым давал особые привилегии. Нравы в колледже были строгие, общение с женщинами осуждалось, азартные игры и распитие крепких спиртных напитков было строго запрещено.
В числе его друзей по колледжу оказались Джеймс Мэдисон, Аарон Бёрр, Филип Френо и даже Хью Бракенридж, впоследствии лидер «восстания из-за виски». Ли присоединился к литературному обществу, созданному Мэдисоном и Френо, которое вскоре присвоило себе название «Американские виги». Самого Генри в колледже стали звать «Гарри», и с этих лет это стало его общеупотребительным именем, а имя «Генри» стало встречаться только в официальных документах. Генри всё так же интересовался латынью и античной историей. На втором курсе он писал длинные эссе о Солоне и Ликурге. Его заинтересовала военная история, он стал изучать походы Ганнибала и биографии греческих стратегов, и ему особенно нравился Аристид, о котором он написал трактат, одобренный Уизерспуном.
В те годы (1769—1770) у колоний начался конфликт с Британией и был объявлен бойкот британским товарам. Не все торговцы в Принстоне присоединились к бойкоту, поэтому студенты стали ходить толпами по городу, выкрикивать антибританские лозунги и угрозами заставляли коммерсантов прекратить торговлю. «Не было другого случая в моей жизни, за который мне теперь так же стыдно, — писал Генри Ли много лет спустя, — я преклонялся перед принципами закона и порядка и пел дифирамбы демократическому правлению, но был причастен к страшным нарушениям тех самых принципов, любовь к которым декларировал. Террор и угрозы насилием непростительны, будь то когда меньшинство диктует свою волю большинству или большинство — меньшинству».
Летом 1772 года Ли провёл некоторое время дома, посетил родственников и соседей, и вместе с отцом навещал полковника Джорджа Вашингтона в усадьбе Маунт-Вернон. Вашингтон взял его с собой на прогулку по территории имения, и впоследствии сказал его отцу, что не знал человека, который бы держался в седле так хорошо, как Генри. В сентябре Ли вернулся в колледж, где начался его последний год обучения. Он предполагал, что после колледжа отправится в Англию, проучится там ещё пару лет, станет адвокатом, проработает в Лондоне какое-то время, после чего вернётся в Виргинию. Он окончил колледж в августе 1773 года. В это время конфликт с Англией продолжался, и вся виргинская аристократия (в отличие от элиты северных штатов) была радикально настроена за отделение от метрополии, кроме Вашингтона, который надеялся найти мирное решение конфликта. В такой обстановке Генри Ли не решился отплыть в Англию. Три раза получал он пропуск на корабль, и всякий раз откладывал отъезд.
В 1774 году конфликт перешёл в активную фазу: в ответ на антибританскую акцию Массачусетса правительство Великобритании приказало закрыть порт города Бостон. Виргинская Палата бюргеров выступила на стороне Бостона, за что губернатор лорд Данмор приказал распустить её. Вся Виргиния стала готовиться к войне, а Генри практиковался в стрельбе из пистолета и винтовки. Его родственник Ричард Генри Ли стал одним из лидеров Континентального конгресса. Даже полковник Вашингтон, который изредка посещал Лисильванию, стал склоняться к тому, что война неизбежна.

## Военная карьера

### В начале войны

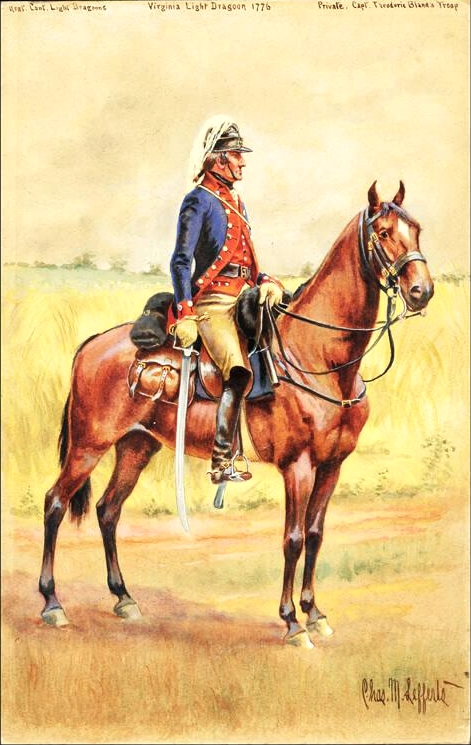
Рядовой виргинского легкодрагунского полка

В 1775 году произошли перестрелки у Лексингтона и Конкорда, собрался Континентальный конгресс и была сформирована Континентальная армия, был осаждён Бостон и предпринята попытка вторжения в Канаду (в котором участвовал одноклассник Генри, Аарон Бёрр), но сам Генри весь 1775 год и начало 1776 года провёл дома. Его представления о законе и порядке не позволяли ему участвовать в войне на этом этапе. Только когда стало понятно, что близится объявление независимости, он согласился вступить в армию. В те дни Лисильванию посетил родственник семьи Ли Теодорик Блэнд, который собирался сформировать легкодрагунский эскадрон для армии. Генри сразу же записался рядовым в этот эскадрон. 4 июля 1776 года была объявлена независимость США, а губернатор Патрик Генри официально создал Виргинский легкодрагунский полк, назначив Блэнда его командиром. Ли получил звание капитана и возглавил 5-й отряд, который находился в процессе формирования. Предстояло найти 84 рядовых, но в итоге набралось только 70. В это время англичане уже высадились под Нью-Йорком, но губернатор не дал разрешения на отправку виргинских полков на усиление Континентальной армии.
В августе 1776 года было проиграно Лонг-Айлендское сражение, а затем сдан Нью-Йорк. Теперь губернатор дал согласие на отправку виргинцев на север, и три отряда легкодрагунского полка, сведённые в батальон, отправились в Нью-Джерси. В начале октября батальон присоединился к Континентальной армии и Генри встретился с Вашингтоном, но тот не дал ему никаких распоряжений. В это время у армии заканчивались запасы продовольствия, и тогда Генри решил совершить набег на коммуникации противника: его отряд обошёл фланги британской армии, напал на неохраняемый обоз и угнал 22 повозки с продовольствием. Через несколько дней он совершил ещё один рейд и угнал ещё 17 повозок. Об этих достижениях стало известно в армии, и Генри получил прозвище «Легкоконный Гарри» (Light-Horse Harry). Всего в октябре, ноябре и декабре он совершил 15 рейдов, при этом всего два драгуна получили лёгкие ранения. Причины его успехов необъяснимы: он не прошёл военной подготовки, не имел боевого опыта, никогда ранее не командовал военными, но ему удавалось побеждать профессиональных британских военных.
В конце декабря армия Вашингтона была на грани развала, поэтому он решил для поднятия её духа атаковать противника, напав на лагерь гессенского отряда в городе Трентон. Небольшой драгунский отряд был отправлен на разведку: его на барже переправили через реку Делавэр, после чего он обошёл вокруг Трентона, собрал все нужные сведения и вернулся обратно за реку. Утром 25 декабря Ли явился с рапортом к Вашингтону. Реакция Вашингтона была спокойной, и даже холодной, как заметил Генри Нокс. Ещё большее разочарование постигло Ли позже, когда выяснилось, что кавалерия не будет участвовать в атаке Трентона из-за нехватки транспортных средств. В итоге во время сражения при Трентоне Ли было поручено охранять лагерь армии.
В начале января 1777 года Вашингтон предпринял ещё одну диверсию и атаковал город Принстон, в котором находилось здание Принстонского колледжа. Сражение при Принстоне произошло 3 января. Британцы были разбиты и отступили в Принстон. Отряд Генри Ли находился при армии, но об его участии ничего не известно, и даже в своих мемуарах он умолчал об этом сражении. В письме родителям он писал, что видел здание колледжа и был уязвлён до боли в сердце, когда увидел вражеский мундир в окне той самой комнаты колледжа, где когда-то жил с братом Чарльзом. В январе и феврале 1777 года Ли продолжил рейды в тыл противника. К армии присоединился полковник Блэнд с остальными отрядами 1-го драгунского, и он намеревался сделать отряд Ли частью этого полка, но полковник Морган и генерал Линкольн уговорили его оставить отряд отдельным формированием, и это решение было утверждено главнокомандующим.

### Филадельфийская кампания
В апреле 1777 года Вашингтон ожидал наступление британцев на Филадельфию, и Генри провёл всю весну в разведывательных рейдах, стараясь выявить намерения противника. Армия стояла лагерем в Морристауне, к Вашингтону приехала его жена Марта, которая стала часто приглашать Генри на званые обеды в штабе армии. В это время случился скандал, связанный с тем, что Конгресс решил назначить француза Ду Кудре шефом артиллерии вместо Генри Нокса. Это вызвало протесты многих офицеров, и Генри тоже написал письмо губернатору, обещая подать в отставку, если такое решение будет принято. Это вызвало одобрение Нокса, симпатию со стороны генерала Салливана (который публично пожал Генри руку), а генерал Грин пригласил его на обед. Это была первая известная встреча Грина и Ли. Впоследствии она переросла в тесную дружбу. Между тем в конце августа британский генерал Уильям Хау начал наступление на Филадельфию.
28 августа 1777 года британская армия высадилась в Мэриленде, в устье реки Элк. Вашингтон сразу отправил кавалерию для разведки и диверсий. Ли находился около противника уже в первый день десантирования, а на второй день, когда англичане отправили кавалерию для прикрытия и разведки, он заметил кавалерийский батальон численностью около 200 человек. Он атаковал арьергардную часть батальона, выбил почти всех офицеров, и стремительно отступил, забрав пленными одного капитана и 23 рядовых. К 22:00 он доставил всех пленных в штаб армии в Уилмингтон. О набеге доложили Вашингтону и он упомянул Генри в приказе по армии на следующий день.
Через несколько дней британцы начали наступление на Филадельфию. 21 сентября началось сражение при Брендивайне. Континентальная армия заняла позиции на рубеже реки Брендивайн, дивизия Грина встала в центре позиции, а кавалерия Ли была придана Грину. В этом бою у Ли не было возможности проявить себя, а когда сражение было проиграно, его кавалерия в основном прикрывала отход. 27 сентября британская армия вошла в Филадельфию. Кавалеристов Ли отправили для нападений на коммуникации противника. В ходе этих операций он сжёг несколько амбаров у фермеров. заподозренных в лоялизме, но Вашингтон специальным приказом запретил наносить ущерб частной собственности. 5 октября произошло сражение при Джермантауне, в ходе которого кавалерия Ли выполняла роль эскорта при штабе и не участвовала в бою. В начале декабря 1777 года Вашингтон отправил генерала Грина с кавалеристами Ли и стрелками Моргана в рейд по тылу противника. «Интуиция капитана [Ли] столь же быстра, сколь у орла, атакующего добычу из-за облаков, — писал генерал Грин Вашингтону, — ни один обоз в радиусе достижения его коней не гарантирован от разграбления». Британский генерал Уильям Хау писал, что «некий американец по имени Ли доставляет чертовски много неприятностей. Я ожидал от мятежников лишь безвредных укусов, но этот парень постоянно пьёт нашу кровь».

Вашингтон и Лафайет в Велли-Фордж. (Алонцо Чаппел, 1931 год)

В конце декабря армия отступила в лагерь Велли-Фордж, где испытывала постоянную нехватку продовольствия. Генри Ли разместил свой отряд в шести милях от основного лагеря и каждый день отправлялся в набеги на коммуникации противника, добывая для лагеря продовольствие. Историк Ноэль Джерсон писал, что трудно оценить пользу, которую Ли принёс армию в ту зиму. Он не только добывал продовольствие, но и постоянными небольшими победами показывал, что противника ещё можно побеждать. Отряд Ли от болезней сократился до 47 человек, но зато к нему присоединились 11 индейцев чероки, из-за чего Ли даже выучил язык племени онайда. Генерал Хау, раздражённый постоянными набегами, приказал провести ответный рейд: 19 января 1778 года целый кавалерийский полк, примерно 300 человек, отправился на поиски базы Генри Ли. Им удалось застать кавалеристов на их ферме, те забаррикадировались в доме и отбили несколько атак, так что англичане отступили, потеряв несколько человек пленными. Утром 21 января Вашингтон прислал Ли письмо с официальной благодарностью и упомянул его в приказе по армии в тот же день. Вся армия обсуждала то, как отряд Генри отбил атаку целого полка, и эта история распространилась по газетам во всех штатах.
В начале марта 1777 года кавалеристы Ли вернулись в Велли-Фордж. Александр Гамильтон, адъютант главнокомандующего, вызвал Ли к себе и объявил, что Вашингтон хочет взять его к себе в штаб на должность адъютанта с двойным повышением до подполковника. Ли не хотел оставлять полевую службу ради административной, но опасался рассердить Вашингтона отказом. Он попросил отсрочки, весь март размышлял над формулировками, и только 31 марта отправил Вашингтону свой ответ. 1 апреля Вашингтон ответил на это письмо, а вскоре добился у Конгресса присвоения Ли звания майора и перевода его отряда в Континентальную армию в виде специального «партизанского отряда», подчинённого лично главнокомандующему. Этот отряд сначала состоял из двух корпусов: 1-м корпусом командовал капитан Линдси, 2-м корпусом — Алан Маклейн, а 40 индейцев онайда были вскоре сведены в отдельный отряд и присоединены как 3-й корпус. Весь отряд Ли теперь насчитывал 170 человек.
Весной британская армия покинула Филадельфию и начала отступление к Нью-Йорку. Континентальная армия преследовала противника и атаковала британцев при Монмуте 28 июня, но кавалерия Ли была занята фуражировкой и из-за этого не смогла принять участия в сражении. Летом американская армия стояла под Нью-Йорком, и Ли снова занимался охотой на британских фуражиров. Британский генерал Клинтон, сменивший Хау на посту главнокомандующего, писал, что готов продать душу, лишь бы увидеть Ли пленным или убитым.

### Отпуск и Стоуни-Пойнт

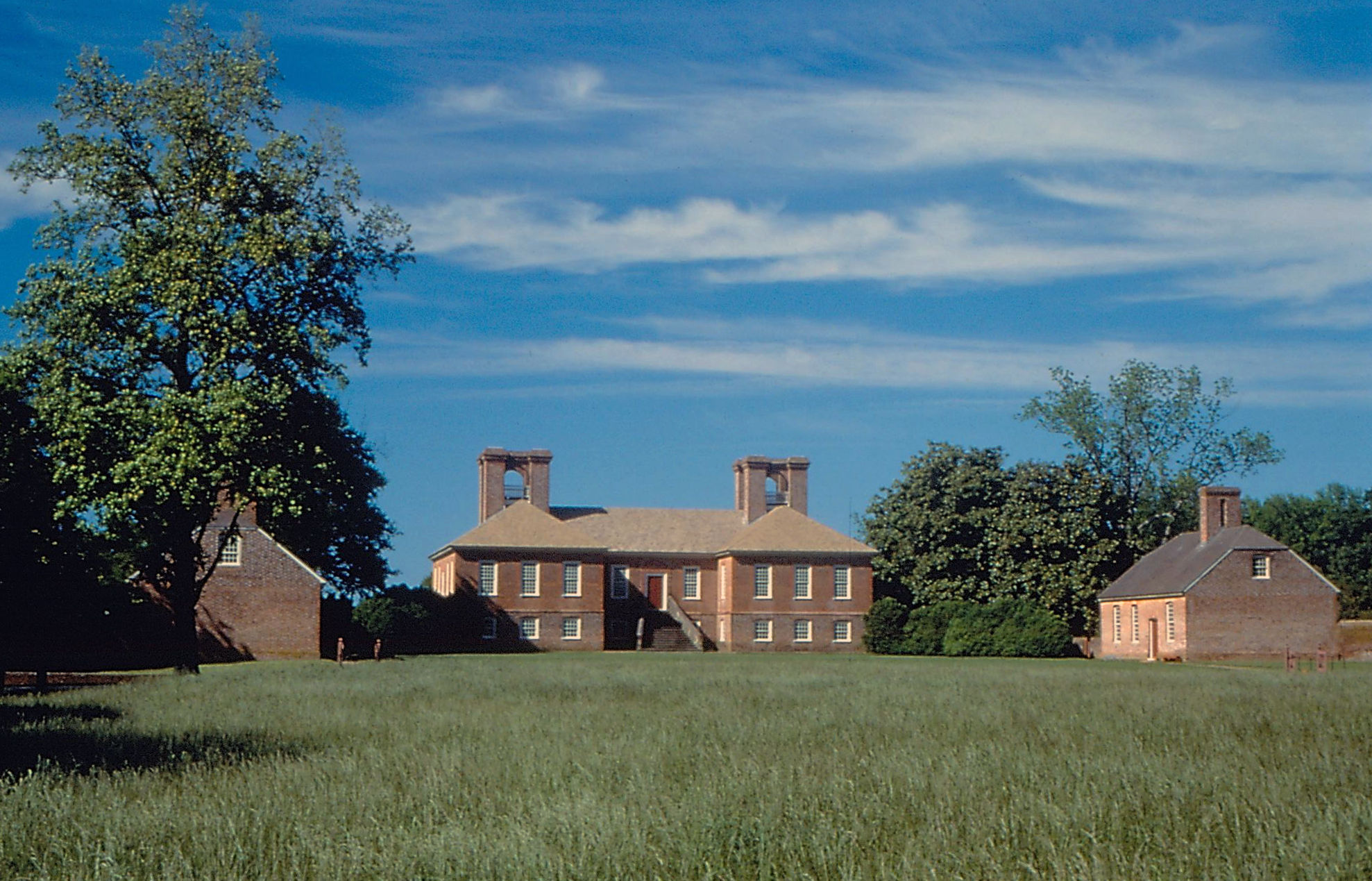
Усадьба Стратфорд-Холл

Когда британская армия отступила в Нью-Йорк, командование снова использовало кавалерию Ли для нападения на британских фуражиров. Ли в основном действовал на Лонг-Айленде и добился полного изгнания партий фуражиров с острова. Затем его перевели в Нью-Джерси; генерал Вашингтон заметил, что Ли уже три года не был в отпуске и распорядился отправить его домой на три месяца. Это встревожило Ли, который предположил, что кто-то пытается убрать его из армии и занять его место. Он посетил Лисильванию, но с неохотой посещал соседей, говорил только о войне и не общался с дамами. В то же время он несколько раз посетил усадьбу Стратфорд-Холл и общался с дочерью хозяина усадьбы, 16-летней Матильдой Ли. Впоследствии она стала его женой, но в те годы между ними едва ли были романтические отношения. Пробыв дома всего 15 дней, он прервал отпуск и вернулся в лагерь армии. За время его отсутствия под Нью-Йорком не произошло ничего примечательного.
В конце весны 1779 года генерал Вашингтон решил захватить какой-нибудь форт противника и выбрал целью укрепление Стоуни-Пойнт на Гудзоне. Он поручил Ли добыть всю возможную информацию о форте, и тот установил постоянное наблюдение за фортом, но не смог узнать численность гарнизона и расположение бастионов внутренней линии. По этой причине он запросил разрешения заслать в форт шпиона. Через пять дней через этого шпиона стало известно, что в форте размещены 772 человека при 11 орудиях. Вашингтон направил к форту бригаду Уэйна, а в это время Ли узнал, что из его отряда дезертировал один человек. Он сразу приказал догнать его и повесить без суда и следствия. Впоследствии, когда его стали обвинять в этом поступке, он объяснил, что этот человек мог сорвать всю операцию и стать причиной гибели многих людей, и поэтому считает своё решение единственно верным. 16 июля 1779 года Уэйн штурмом взял Стоуни-Пойнт, что стало первой успешной наступательной операцией американской армии в ту войну. Это событие прославило Генри, хотя он не получил наград. Бригада Уэйна получила денежные награды и повышения, но кавалеристам Ли ничего не досталось. Вашингтон и Уэйн были этим недовольны, но их протесты не дали эффекта. Со своей стороны Вашингтон увеличил численность отряда Ли и дал им право самим планировать боевые операции.

### Паулус-Хук

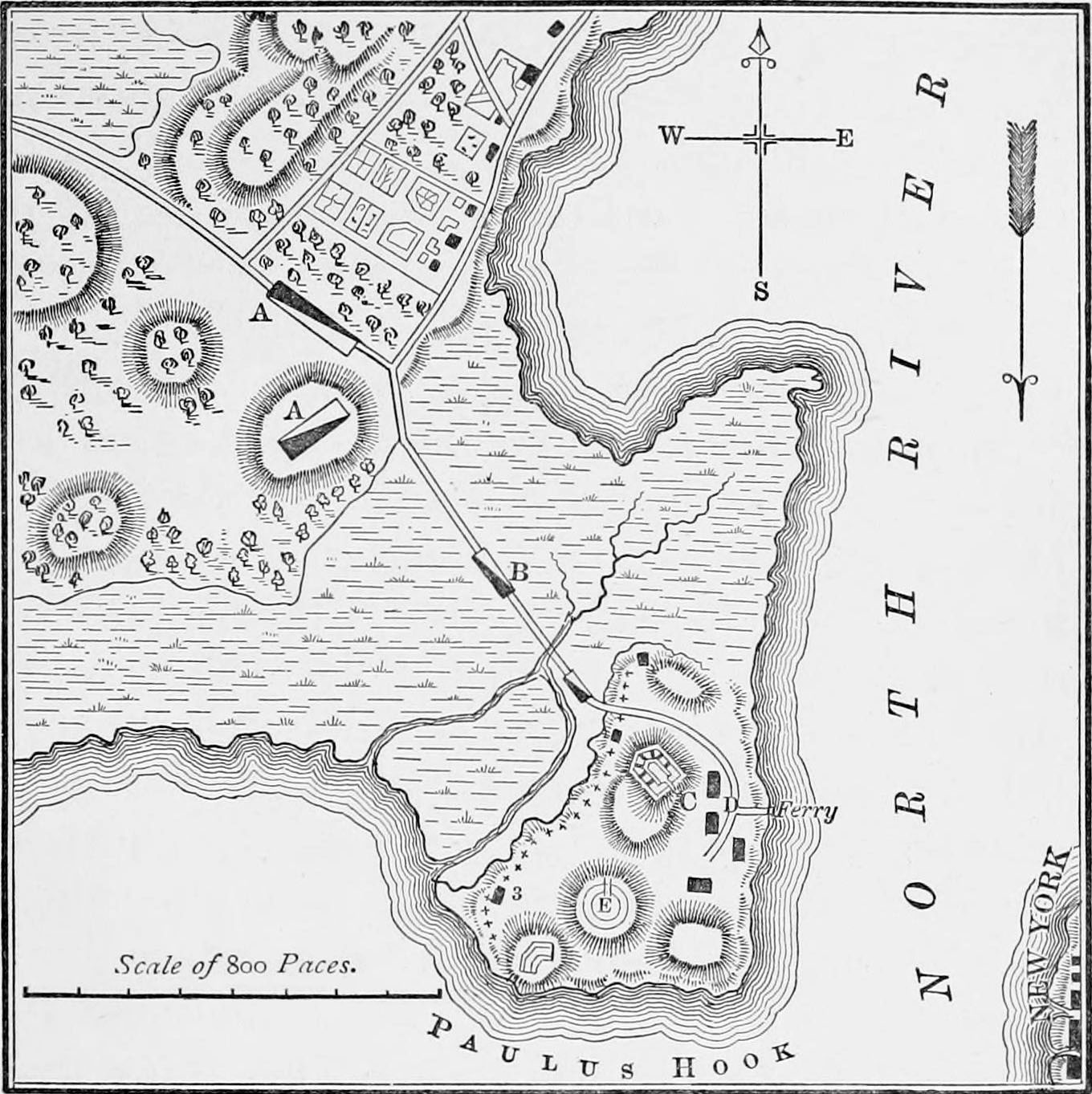
Схема сражения при Паулус-Хуке

С момента захвата Нью-Йорка англичане построили форт на мысе Паулус-Хук и разместили там пехотный полк. Подступы к нему прикрывала артиллерия флота, а в случае опасности могла подойти помощь с Манхэттена. Форт выглядел неприступным, но Ли был уверен, что есть способ его захватить. Его обошли вниманием после Стоуни-Пойнта, но здесь его успех было бы невозможно проигнорировать. Ли и его офицеры разработали план, с которым Ли отправился в Вест-Пойнт, в штаб Вашингтона, за подтверждением. Главнокомандующий счёл план слишком опасным, и только после долгих переговоров дал согласие на операцию. Ли использовал свою кавалерию и небольшой пехотный отряд из дивизии Стирлинга, которому 18 августа 1779 года было объяснено задание. Ли предполагал разделить свои силы на три отряда, из которых один непосредственно атакует форт, а остальные будут прикрывать отступление. Все три отряда выступили вечером 18 августа разными дорогами и подошли к форту в 3 часа ночи 19 августа.
Началось сражение при Паулус-Хуке: отряд Генри внезапно ворвался в форт и почти сразу же взял в плен весь его гарнизон. В плен попало 250 человек, а также жившие с ними женщины и дети. Старшего офицера не удалось найти в форте, а также пропали ключи от порохового погреба, который по этой причине не удалось взорвать. План требовал быстрого отступления до начала рассвета, поэтому Ли вывел из форта всех пленных и орудия и последним покинул форт за 20 минут до рассвета. Однако затем начались непредвиденные проблемы: пропали лодки, которые должны были помочь с эвакуацией, промок порох в мушкетах, а на пути отступления обнаружился отряд британской пехоты. Ли лично атаковал этот отряд и взял его в плен. Только в конце дня Ли добрался до лагеря Стирлинга, приведя с собой почти 400 пленных. Он потерял одного человека убитым и двух ранеными. Несмотря на все осложнения, план увенчался полным успехом. Ли получил поздравления от Вашингтона, Стирлинга, Уэйна, Грина и Нокса, а так же от маркиза Лафайета. О нападении на форт писали газеты всех крупных городов. Британский генерал Клинтон в те дни признался, что хотел бы иметь таких офицеров, как Ли, который, конечно, не Мальборо, но его храбрость вполне может сделать его великим.

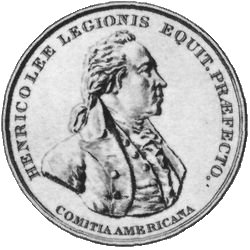
Золотая медаль Конгресса, которой был награждён Ли за Паулус-Хук

Некоторые офицеры, в частности Мюленберг и Вудфорд, были недовольны тем, что такое важное задание досталось офицеру в таком низком звании, и он составили на Ли официальную жалобу, обвиняя его в том, что он не разрушил пороховой погреб, неправильно организовал отступление, и т. д. Вашингтон велел собрать трибунал для разбора этих обвинений. Ли узнал об этом 3 сентября, и был так взбешён, что решил покинуть армию вне зависимости от решения трибунала. Вашингтон встал на его сторону и в письме Стирлингу подробно разобрал все пункты обвинения. Своё мнение в пользу Ли высказали Грин и Нокс, а Лафайет спорил со всеми, кто поддерживал мнение Мюленберга и Вудфорда. Главнокомандующий и его штабные офицеры должны были соблюдать нейтралитет в этом споре, но Александр Гамильтон (адъютант Вашингтона) поддержал Ли и составил письма для некоторых офицеров, объясняя невиновность Ли. По всей видимости, он действовал с согласия Вашингтона или даже по его указанию. Изначально предполагалось, что трибунал возглавит генерал Стирлинг, но вскоре выяснилось, что тот тоже на стороне Ли, и пришлось искать другого, более нейтрального офицера. В итоге только в конце сентября было решено, что трибунал возглавит Энтони Уэйн.
30 сентября трибунал собрался в селении Смитс-Коув, выслушал все показания, и, после двухчасового совещания объявил вердикт. Ли был оправдан по всем пунктам. Решение трибунала передали Вашингтону, который сразу утвердил его и освободил Ли от ареста. Мюленберг признал правоту Ли и прислал ему личное поздравление. Генерал Вудфорд первое время хранил молчание. Конгресс США повысил в звании некоторых офицеров в отряде Ли и выдал 15 000 долларов для раздачи участникам операции. Конгресс наградил Ли золотой медалью, которую ему вручил лично сам главнокомандующий. По какой-то причине Конгресс не повысил его в звании; Гамильтон лично разобрался с вопросом и выяснил, что это всего лишь техническая задержка, и повышение последует в скором времени.

### На южном театре
Осенью 1779 года кавалерия Ли занималась в основном наблюдением за противником около Нью-Йорка, а сам Ли руководил заброской шпионов в Нью-Йорк. Он сам нанимал шпионов, инструктировал их, и обеспечивал переправку в город. Он отчитывался лично Вашингтону, и почти никаких подробностей этой работы не сохранилось. В январе 1780 года он отправился в свой второй отпуск домой, в Виргинию. Он стал часто общаться с Матильдой Ли и проводил почти всё время в Стратфорд-Холле. В это время под Нью-Йорком не происходило боевых действий, но британцы перебросили армию в Джорджию, рассчитывая захватить южные штаты. Вашингтон в ответ отправил на юг армию под командованием Натаниеля Грина (который сменил разбитого при Кэмдене Горацио Гейтса). Британцы к тому времени захватили Джорджию и Южную Каролину и готовились ко вторжению в Северную Каролину. Грину требовались подкрепления, и особенно эффективная кавалерия для противодействия кавалерии Тарлетона. Грин и Вашингтон одновременно пришли к решению отправить на юг Генри Ли. Вашингтон вызвал его в штаб и предложил ему возглавить особый элитный корпус.
Предполагалось сформировать смешанный пехотно-кавалерийский корпус численностью около 500 человек, но на практике удалось набрать только 300 человек. Но это были ветераны, которых Ли отбирал лично, которым лично обеспечивал снабжение и сам разработал для них униформу. 6 ноября 1780 года он получил звание подполковника, а 30 ноября корпус (известный как «Легион Ли») был окончательно сформирован и ему был дан смотр в присутствии Вашингтона и генерала Штойбена. После смотра он сразу отправился на юг и присоединился к армии Грина в начале декабря. В то время британцы занимали несколько укреплённых постов в Южной Каролине и вели бои с партизанами Фрэнсиса Мэриона. Грин поручил Ли присоединился к Мэриону и атаковать один из британских постов. Ли был офицером регулярной армии, и формально был старше по званию Мэриона, офицера ополчения, но чтобы не обидеть Мэриона, который был старше возрастом, Грин попросил Ли не принимать на себя командование операциями в этом случае.
Мэрион с большой неохотой пошёл на контакт; Ли несколько раз просил о встрече, прежде чем получил согласие. Несмотря на это, они быстро поняли друг друга и сразу научились работать в команде. Генри Ли Младший впоследствии писал, что Ли и Мэрион сразу стали друзьями. Мэрион предложил атаковать Джорджтаун, форт на реке Пи-Ди, который на первый взгляд казался неприступным. Было решено, что Ли со своим отрядом подойдёт к форту на лодках и нападёт на него со стороны реки, а Мэрион атакует со стороны суши. 24 января план был приведён в исполнение: американцы успешно атаковали город, но британский гарнизон успел скрыться за стены форта. У Ли и Мэриона не было возможности вести осаду и не было орудий, поэтому им пришлось отступить, не добившись никакого практического результата. Вместе с тем эта неудача научила их тщательнее продумывать операции. Между тем генерал Корнуоллис начал наступление в Северную Каролину, и Грин велел своей кавалерии прикрывать отступление армии. 13 февраля 1781 года кавалеристы Ли впервые встретились с кавалерией Тарлетона около Гилфорд-Кортхауза: этот бой длился весь день и часть ночи. Грин успел отвести армию за реку Дан, а Легион Ли сдерживал противника и только на следующее утро присоединился к армии. В боях этого дня легион потерял одного горниста и одного лейтенанта.
Корнуоллис оказался в сложном положении: с измотанными войсками, вдалеке от своих баз, без всякой связи с командованием в Нью-Йорке, перед непроходимой рекой. Он решил отступить в Хилсборо и дать армии время на отдых. Армия Грина тоже была в тяжёлом положении, но она была близка к своим базам в Виргинии. Чтобы не оставлять противника в покое, он отправил Легион Ли вслед уходящим британцам. 25 февраля Ли атаковал и разбил отряд лоялистов под командованием Джона Пайла в сражении у реки Хоу. Грин перешёл реку Дан, чтобы быть ближе к Хилсборо, но старался держаться на безопасном расстоянии от Корнуоллиса.

### Гилфорд-Кортхауз
Узнав о выдвижении Грина, Корнуоллис решил контратаковать и 6 марта 1781 года произошло сражение при Уэйцелс-Милле, которое закончилось безрезультатно: англичане атаковали кавалерию Уильямса, которая была не готова к обороне, и тогда легион Ли был брошен на прикрытие их отхода. У Ли возник ещё один шанс встретиться с кавалерией Тарлтона, но Грин приказал ем отступать. Считается, что Ли и Тарлетон, перед тем, как разойтись, привстали на стременах и отсалютовали друг другу. 14 марта Легион присоединился к армии Грина у Гилфорд-Кортхауза, где Грин строил армию для боя. Кавалеристам было поручено прикрывать армию, а в случае серьёзного наступления противника отступать на её фланги. На тот момент в распоряжении Ли было 250 человек. Утром 25 марта началось сражение при Гилфорд-Кортхаузе: армии Корнуоллиса и Грина начали сближение, при этом кавалеристы Ли сделали первые выстрелы в тот день. Имитировав отступление, Ли спровоцировал Тарлетона на атаку, после чего сам атаковал его, отбросил и почти отрезал от основной армии, но кавалеристы попали под залп британской пехоты, которым под Ли был убит конь. Ли начал отступать и постепенно присоединился к основной армии. В этом столкновении легион потерял 17 человек.
Днём началось столкновение пехотных полков; британцы опрокинули две линии американской армии и ввязались в бой с третьей. Ли со своей пехотой и кавалерией находился на левом фланге армии и оказался почти отрезан от неё. Впоследствии Ли писал, что кавалерия Уильяма Вашингтона атаковала британцев, и Корнуоллис приказал открыть огонь из орудий, несмотря на то, что мог попасть по своей пехоте:

...её [пехоты] остатки были спасены британской артиллерией, которая, чтобы остановить яростное преследование Вашингтона и Ховарда, открыла огонь по своим и чужим; так как Корнуоллис, видя решительное наступление этих двух офицеров, решил остановить их, хотя каждое ядро, пущенное в их сторону, должно было попасть в бегущих гвардейцев.
Оригинальный текст (англ.)– ...it remains being saved by the British artillery, which, to stop the ardent pursuit of Washington and Howard, opend apon friends as well as foes; for Cornwallis, seing the vigorous advance of these two officers, determaind to arrest their progress, though every ball, levelled at them, must pass through the flying guards.
— Memoirs of the war in the Southern department of the United States
Ли был первым, кто упомянул этот инцидент, ставший впоследствии широко известным, хотя он не был очевидцем атаки Вашингтона. Корнуоллис и командир гвардейцев Чарльз О'Хара не упоминают этих событий. Вероятно, Корнуоллис приказал стрелять по кавалерии Вашингтона, и при этом случайно были задеты свои.
Один из офицеров легиона, капитан Джозеф Эгглстон, получил повышение до майора за это сражение. Он был дедом будущего генерала Конфедерации генерала Джозефа Эгглстона Джонстона.

### В Южной Каролине

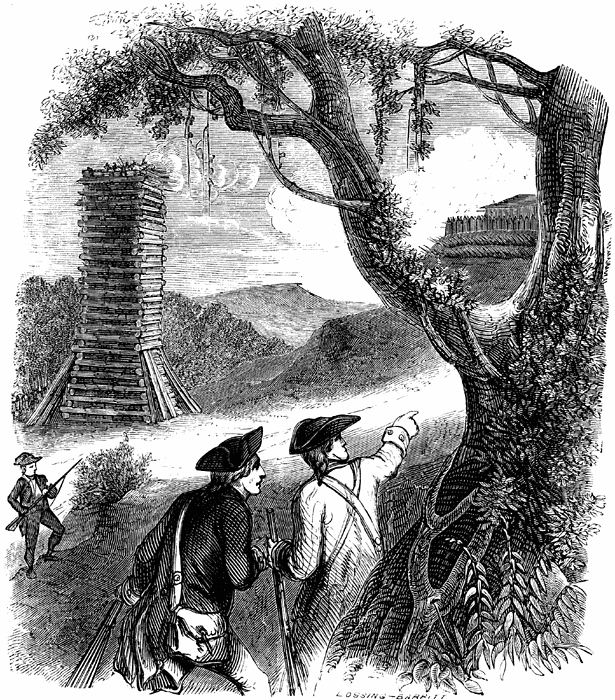
Осада форта Уотсон

После сражения генерал Грин стал продумывать дальнейшие шаги. Ли предложил ему войти в Южную Каролину, подойти к Кэмдену и отправить кавалерию против отдельных укреплённых британских постов. Был риск, что Корнуоллис сможет при этом прорваться в Виргинию, но Ли считал, что в отрыве от своих баз он может быть разбит силами армии Вашингтона. После некоторых раздумий Грин утвердил этот план 1 апреля, а уже 2 апреля Легион Ли выступил в сторону Уилмингтона, затем повернул в Южную Каролину, где соединился с отрядами Мэриона. 15 апреля они подошли к форту Уотсон и осадили его. Рядом с фортом построили деревянную осадную башню, с которой стрелки Мэриона могли вести огонь по гарнизону. 23 апреля форт Уотсон сдался.
8 мая Ли и Мэрион осадили форт Мотт, некогда частную усадьбу Ребекки Мотт, превращённую британцами в укрепление. Гарнизон не сдавался, а из Кэмдена на помощь форту выступила британская армия. Грин велел Ли взять форт как можно быстрее, и тогда было решено поджечь усадьбу. Ребекка Мотт поддержала эту идею, и сама предложила для этого лук и стрелы, некогда подаренные индейцами. Когда здание усадьбы загорелось, его гарнизон сдался (12 мая), был условно освобождён и отправлен в Чарлстон. Ли сразу же отправился к форту Грэнби, командир которого согласился сдать форт, если ему позволят уйти в Чарлстон со всем имуществом. Армия Роудона была уже близко, поэтому Ли принял условия, и форт был сдан. Американцам достались запасы соли, мяса, муки, пороха и свинца. Оттуда Ли отправился к форту Девяносто-Шестой, но тот был хорошо укреплён, поэтому Ли повернул к Огасте. Город был укреплён несколькими фортами. 21 мая был взял форт Гэльфин (укрепленный частный дом Джорджа Гэльфина), а 23 мая форт Гриерсон. После этого было осаждено последнее укрепление, форт Корнуоллис. В этот раз Ли снова построил деревянную башню, которая позволяла обстреливать внутреннее пространство форта. Англичане сделали несколько вылазок, но были отбиты. 4 июня командир форта Томас Браун пошёл на переговоры, но предложил сдаться не в этот день, который был Днём рождения короля, а на следующий. 5 июня форт сдался, Браун официально вручил Ли свою шпагу. Осада Огасты завершилась.
Ли сразу же направился на соединение с армией Грина, который в это время уже три недели осаждал крупный британский форт Девяносто-Шестой. 11 июня стало известно, что британцы в Чарлстоне получили подкрепления и движутся на помощь форту под командованием лорда Роудона. Чтобы ускорить капитуляцию форта, Ли попытался уничтожить деревянное укрепление, соединяющее форт с источником воды, но эта попытка сорвалась. Грин не мог сражаться с фортом и Роудоном одновременно, поэтому 18 июня он приказал взять форт штурмом. Легион Ли сумел ворваться в укрепления, но на всех остальных участках атаки были отбиты. С наступлением темноты Грин приказал Ли отступать. Теперь у американской армии не оставалось выбора и Грин отступил в Северную Каролину, используя Легион Ли в качестве арьергарда. Роудон же решил, что форт Девяносто-Шестой нет смысла удерживать и присоединил его гарнизон к своей армии. Он отступил в Чарлстон, который остался единственным британским укреплением в штате. Грин подвёл армию к Чарлстону, и Ли снова занялся охотой на фуражиров противника.
В конце лета лорд Роудон покинул Чарлстон и его место занял полковник Александр Стюарт. Опасаясь французского флота, он перевёл армию в местечко Этау-Спрингс. Кавалеристы Ли случайно обнаружили эту новую базу противника и Ли сообщил о ней Грину, который отправился туда со всей своей армией. 8 сентября Легион Ли первым вступил в перестрелку с противником, занял передовую позицию и держал её до подхода армии Грина, после чего его переместили на правый фланг армии Грина. Началось сражение при Этау-Спрингс: американцам удалось опрокинуть пехоту противника, а Ли разбил лоялисткую кавалерию Джона Коффина, но ополченцы отвлеклись на разграбление обозов, и это дало время Стюарту навести порядок в армии и вернуть её на поле боя. Начался долгий бой, в ходе которого обе стороны несли тяжёлые потери, но никому не удалось переломить ситуацию. Наконец, армии разошлись. Стюарт отступил в Чарлстон, а Грин осознал, что его армия слишком слаба и требует подкреплений. Он надеялся, что генерал Вашингтон поможет ему, и отправил Генри Ли на север для переговоров на эту тему.

### Йорктаунская кампания
В сентябре 1781 года Континентальная армия Вашингтона и французская армия Рошамбо осадили армию Корнуоллиса в Йорктауне. 10 сентября Ли прибыл в лагерь осаждающих под Йорктауном. Он передал главнокомандующему просьбу Грина, но тот не мог принять решения до исхода осады, поэтому дал Ли 10 дней отпуска. Он приехал в Лисильванию, навестил семью, посетил Стратфорд-холл, где встретился с Матильдой Ли. Вероятно, в те дни он сделал ей предложение и они договорились пожениться, хотя и не объявили об этом публично. Он вернулся в лагерь, где хотел получить какое-нибудь задание, но Вашингтон считал некорректным командовать Ли через голову его прямого начальника, Грина, поэтому Ли остался пассивным наблюдателем событий. 19 октября Корнуоллис пошёл на переговоры, а затем его армия капитулировала, и Ли вместе со штабом Вашингтона присутствовал при капитуляции.
Впоследствии в своих мемуарах он осудил Корнуоллиса за то, что тот уклонился от участия в церемонии капитуляции:

Все глаза искали британского главнокомандующего, стремясь увидеть человека, долгое время столь им опасного. Все были разочарованы. Корнуоллис уклонился от унизительной сцены, поддавшись тому чувству, которое его великий характер должен был бы избегать. Ему не повезло, хотя он сам не совершил ошибок, его подвело высшее командование, а вражеские армии сумели объединиться против его собственной. Ему не в чем было винить себя; ему не в чем было винить свою храбрую и верную армию; так почему же он не оказался в её главе в день неудачи, как ранее появлялся в дни триумфа? Британский генерал в этом случае изменил своей обычной линии поведения, омрачив блеск своей долгой и блестящей карьеры.
Оригинальный текст (англ.)– Every eye was turned, searching for the British commander in chief, anxious to look at that man, heretofore so much the object of their dread. All were disappointed. Cornwallis held himself back from the humiliating scene; obeying sensations which his great character ought to have stifled. He had been unfortunate, not from any false step or deficiency of exertion on his part, but from the infatuated policy of his superior, and the united power of his enemy, brought to bear upon him alone. There was nothing with which he could reproach himself; there was  nothing with which he could reproach his brave and faithful army: why not then appear at its head in the day of misfortune, as he had always done in the day of triumph? The British general in this instance deviated from his usual line of conduct, dimming the splendor of his long and brilliant career.
— Memoirs of the war in the Southern department of the United States
В 1894 году Чарльз Маршалл (адъютант генерала Роберта Ли) писал, что Корнуоллису было предложено прислать на церемонию своего представителя, и он воспользовался этим; в 1865 году генерал Грант точно так же предложил генералу Роберту Ли отправить своего представителя для подписания договора о капитуляции Северовиргинской армии, но Роберт Ли последовал принципам своего отца и явился лично. Маршалл писал, что Генри Ли, рассуждая о поведении Корнуоллиса, не думал о том, что излагает принципы, которым впоследствии последует его сын.
После капитуляции Ли вернулся под Чарлстон и весь ноябрь и декабрь его кавалерия воевала с фуражирами противника, а 26 января 1782 года Ли запросил отставки, ссылаясь не слабость здоровья и нервное расстройство. Грин отправил ему большое письмо с выражениями своего сочувствия и поддержки. Впоследствии до конца жизни они оставались близкими друзьями. 15 февраля 1782 года он устроил смотр своему Легиону, после чего отправился домой.

## Послевоенная деятельность
В марте 1782 года Ли обвенчался с Матильдой в главном зале Стратфорд-Холла. Вашингтон прислал на свадьбу несколько бутылок мадеры. Это была первая крупная свадьба в Виргинии после 1775 года, и на ней присутствовало 400 человек гостей. После свадьбы он стал вести тихую жизнь, без шумных праздников, и часто переписывался с другими офицерами, в основном из своего Легиона. Три года он занимался только домашними делами. У него родился ребёнок (Натаниель Грин Ли), но он прожил лишь несколько месяцев. В 1784 году родился Филип Ли, которому Вашингтон стал крёстным отцом. К 1785 году он устал от домашней жизни и решил переключиться на политику: он принял участие в выборе депутатов в Конгресс Конфедерации и легко победил на выборах. В том году он подружился с Джеймсом Монро и снова встретил Джеймса Мэдисона, которого не видел со времён обучения в Принстоне. Ему не понравилось устройство Конфедерации, и он открыто высказывал своё недовольство, из-за чего в 1786 году не был переизбран, а его место досталось Мэдисону. Это несколько испортило его отношения с Мэдисоном. В конце того года у него родилась дочь, которую назвали Ласи, в честь его матери.
Весной 1787 года у Генри родился сын, Генри IV, а через несколько месяцев умер его отец, оставивший всё своё имущество младшим сыновьям. Генри Ли получил только несколько участков земли в Кентукки. Между тем в Филадельфии собрался Конституционный конвент, который рассматривал возможность принятия новой Конституции и формирования более сильного правительства. Ли был всецело за централизацию власти и несколько раз навещал Вашингтона в Маунт-Верноне, обсуждая с ним проект Конституции. Ли начал кампанию в поддержку новой Конституции, выступая в общественных местах с речами и рассылая письма друзьям. Он не ожидал, что его выберут делегатом на Виргинский конституционный конвент, но неожиданно его выдвинул округ Уэстморленд. Виргинский ратификационный конвент собрался в Ричмонде, многие делегаты были настроены против новой Конституции, в особенности Патрик Генри. На третий день конвента Ли выступил с речью против Патрика.
Он сказал, что всегда уважал Патрика Генри за его блестящие достижения, и был уверен, что в таком важном вопросе он выступит со всей мощью своего красноречия, но к его удивлению, вместо тщательного разбора документа Патрик Генри рассказывает о страхах, которые он чувствует, и о предположениях, которые его пугают. «Господин председатель, — спросил он, — нормально ли вообще рассуждать о страхах в этом зале?». «Только из-за бессилия Конфедерации, этой несовершенной системы, мы никогда станем счастливы в своей стране и уважаемы за её пределами. Давайте отменим её, теперь и навсегда. Давайте же, как некогда предложил сам губернатор Генри, в своём обращении, которое навсегда запечатлело его в сердцах сограждан, давайте помнить, что мы все американцы, а уже потом виргинцы!». Генри Ли не был в полной мере лидером федералистов, но его речи сделали его известным в кругах виргинских политиков. На финальном голосовании федералисты победили и Конституция была ратифицирована. По новой конституции предполагалось выбрать президента, и Генри начал агитацию в пользу Джорджа Вашингтона.
В 1780-е годы возникли проекты по строительству Потомакского канала, который должен был связать запад Виргинии с океаном. Ли посетил место стройки, и сразу же купил несколько участков земли, предполагая основать на этом месте город. Но оказалось, что предыдущий собственник владел землёй не вполне законно, а судебные разбирательства требовали денег, которых у Ли не осталось. Одновременно ухудшалось здоровье его жены Матильды. В то же самое время министр финансов, Александр Гамильтон, начал реформу, которая предполагала увеличение налога на землю. Зима 1789—1790 годов оказалась необычно суровой, а затем начались затяжные дожди, которые погубили почти все посевы. Зато Генри стал депутатом Виргинской палаты делегатов и лейтенантом округа Уэстморленд. Он стал выступать против экономической политики Гамильтона и против размещения будущей столицы страны в Северных Штатах. Он сразу стал популярным политиком и очевидным кандидатом на пост губернатора. Он был полон веры в успех своей карьеры и успех своих земельных операций, и хотел использовать для скупки земли часть денег жены, но Матильда чувствовала, что умирает, думала о будущем детей и отказалась дать своё согласие. Она уговорила его передать Стратфорд-Холл и земли при нём в собственность их детей. Теперь он не имел права продавать эти земли.
28 июля 1790 года Матильда скончалась. Ли потерял интерес и к губернаторству, и к земельным проектам. Всю зиму он провёл дома, посвятив всё время строительству мавзолея для жены. Он начал думать о том, что зря выступил против Патрика Генри на конвенте, и что именно он виноват в том, что происходит в стране. К лету 1791 года он немного пришёл в себя, но когда Мэдисон заговорил с ним о возможном избрании губернатором, он ответил, что ему отвратительны губернаторы и правительство. К осени, однако, он уступил, и был избран губернатором, не приложив к этому никаких личных усилий.

## Губернатор Виргинии
1 декабря 1791 года Генри принёс губернаторскую присягу. Он поселился в Ричмонде, который в то время не был ещё вполне восстановлен после набега Арнольда, и расположился в очень скромном здании резиденции губернатора, где общался только с самыми близкими людьми. В те дни уже шла Северо-западная индейская война и недавно, 4 ноября, генерал Сент-Клэр был разбит индейцами в долине Огайо. В опасности оказались поселенцы Кентукки, находившегося тогда под юрисдикцией Виргинии. Военный департамент никак не реагировал, поэтому Ли собрал три батальона ополченцев и отправил их в Виргинию, а военному департаменту выставил счёт в $6000 на их содержание. Военный министр Генри Нокс протестовал, но многие конгрессмены поддержали Ли и Нокс уступил. Ли продлил срок службы ополченцам ещё на год и предъявил Ноксу новый счёт на $15 000. Нокс снова уступил, и на этот раз отправил в регион федеральную армию, чтобы она сменила виргинцев. Неудачи Сент-Клэра привели к его отставке, и Ли надеялся, что именно ему поручат командование войсками, но было решено, что его невысокое воинское звание может создать проблемы, поэтому Вашингтон назначил Энтони Уэйна. Ли был сильно разочарован. Он скучал на гражданской должности и даже послал письмо Лафайету, надеясь, что его возьмут добровольцем во французскую армию. Французские власти приняли предложение. Ли какое-то время колебался и запросил совета у Вашингтона. Тот ответил, что не очень верит в способности французского командования, что положение французской армии тяжёлое, и браться за командование дивизией в такой ситуации крайне нежелательно. Ли сразу же отказался от своих планов.
В те годы в штате обсуждалось широко известное «дело Анджелики Барнетт»: 4 сентября 1792 года Анджелика была приговорена к повешению за убийство, но в тюрьме забеременела, и по всей Виргинии началась кампания за её амнистию. Генри получал прошения и от сторонников и от противников казни. Ситуация была сложной, но в итоге в сентябре 1793 года Генри подписал амнистию «во имя гуманности и народа Виргинии». Это решение вызвало одобрение всего общества и повлияло на его переизбрание на новый губернаторский срок.
Будучи противником экономической политики Гамильтона, Ли сблизился с Джеймсом Мэдисоном, и они оба решили, что необходимо что-то противопоставить влиянию Гамильтона в газетах страны. Они вспомнили о своём однокурснике Филипе Френо, и по их протекции Джефферсон устроил его на работу в Госдепартамент. Френо начал выпускать газету National Gazette, которая нападала на Гамильтона и его политику. Он выражал свои взгляды, но многие считали Френо всего лишь марионеткой Мэдисона и Ли. Президент Вашингтон был сильно раздражён действиями Френо, из-за чего Ли оказался в политической изоляции. Он не был другом Джефферсона, а история с газетой испортила его отношения с Вашингтоном и Ноксом. Его поддерживал только Мэдисон; когда Нокс хотел подать в отставку, у Ли был шанс оказаться на его посту военного министра, но влияния Мэдисона оказалось недостаточно, и вместо этого Нокса уговорили остаться. По этой причине должность губернатора Виргинии не помогла ему занять место в федеральном правительстве.
На посту губернатора у Генри вернулся интерес к женщинам и он обратил внимание на Анну Хилл Картер, дочь аристократа Чарльза Картера, владельца усадьбы Ширли на реке Джеймс. Родители Анны не хотели, чтобы она стала женой человека, который собирается уезжать во Францию воевать, но в мае 1793 года он лично навестил плантацию Ширли, поговорил с родителями, добился их согласия, и 18 июня они поженились на плантации. Ли получил поздравления от всех соседей и знакомых, кроме Джефферсона, что сильно его задело. В это время он не одобрял экономическую политику Джефферсона, осуждал его в переписке с Гамильтоном, и это стало известно Джефферсону и настроило его против Ли. В начале 1794 года Ли узнал, что на частном обеде в своей усадьбе Джефферсон неодобрительно высказался о президенте; Ли боготворил Вашингтона и в порыве эмоций написал ему длинное письмо с осуждением поступка Джефферсона. Джефферсон узнал об этом и тоже пришёл в ярость. Это письмо считается одной из крупнейших ошибок Ли, он нажил себе сильного политического противника.

## Восстание из-за виски
Многие американцы были недовольны экономической политикой Гамильтона и особенно налогом на виски, но только в западной Пенсильвании фермеры отказались платить налог и стали угрожать тем, кто его платил. Федералисты назвали этот протест «восстанием из-за виски». Фермеров возглавил однокурсник Ли по Принстону, Хью Бракенридж. Президент не решался применить силу, но Гамильтон уговорил его сформировать армию в 15 000 человек для подавления протеста. Он же предложил Вашингтону назначить Ли командиром этой армии. Гамильтон написал письмо Ли, предлагая ему эту должность и звание генерал-майора. Для Ли это стало редчайшей возможностью превратиться из подполковника сразу в генерал-майора, и он не смог отказаться. В Виргинии не было серьёзных дел, а с мелкими мог справиться и вице-губернатор Джеймс Вуд, поэтому Ли взялся за формирование ополчения и даже привлёк к участию Даниэля Моргана. Он вместе с женой посетил Филадельфию, принёс присягу на должность генерал-майора и в начале августа 1794 года вернулся в Виргинию. Впервые в жизни он теперь носил голубой мундир федерального офицера.

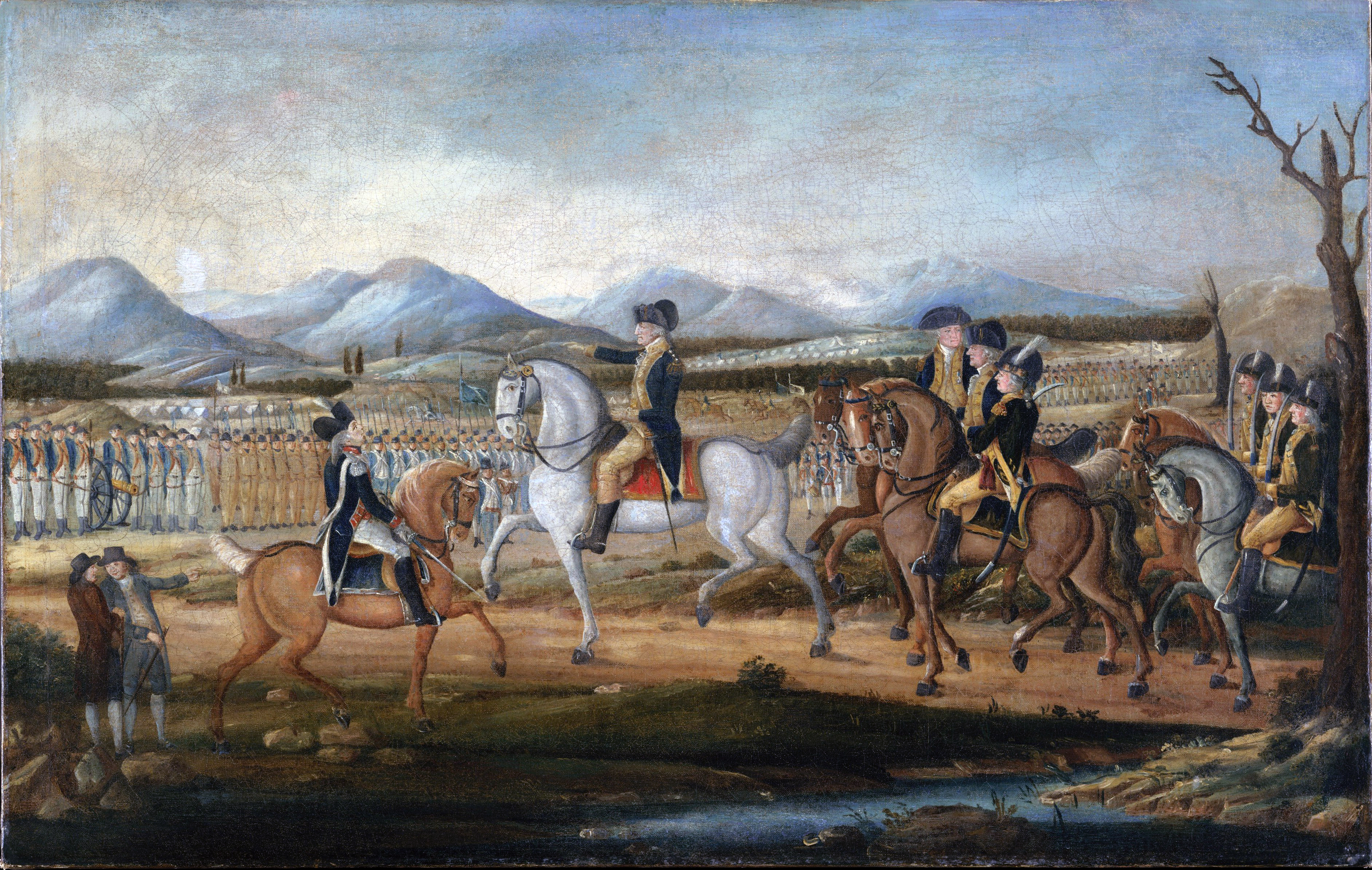
Вашингтон и его генералы на смотре армии в Пенсильвании

Приглашая офицеров в свой штаб, он предупреждал их, что кто-то сможет осудить их поступок. Джеймс Мэдисон впоследствии писал, что Ли по наивности принял должность, не понимая, что она скомпрометирует его в глазах виргинцев и испортит его политическую карьеру, но его переписка с Вашингтоном показывает, что он осознавал все последствия. В сентябре он привёл ополчение в Пенсильванию, где Вашингтон устроил смотр армии. В октябре Ли повёл армию к Питтсбургу. Вооружённого сопротивления никто не оказал, и Ли прибыл в Питтсбург, где его поселили в доме, который оказался домом Бракенриджа. Узнав об этом, Ли потребовал немедленно переселить его в другое место. Боевых действий не происходило, протестующими занялись суды, и Ли было больше нечего делать. Он настоял на том, чтобы Бракенриджа освободили, и Гамильтон нехотя уступил. В это время в Виргинии прошли губернаторские выборы и губернатором стал Роберт Брук. 10 декабря все суды были завершены, армию отозвали, а в начале января Ли распустил её. Вернувшись в Виргинию, он обнаружил, что джефферсонианцы начали против него агрессивную кампанию: утверждалось, что как губернатор он давал клятву служить народу Виргинии и не имел права занимать федеральную должность. Ли утратил поддержку всей виргинской Ассамблеи и всего населения штата. Пока армия шла домой, виргинцы смотрели на неё с безразличием или враждебностью. Ли могли бы отдать под суд за нарушение клятвы губернатора, но поскольку в деле участвовал сам Вашингтон, то никто не рискнул подавать такой иск.

## В Конгрессе США
В 1795 году Ли вернулся в Ассамблею как депутат от округа Уэстморленд. В это время разгорелись споры между гамильтонианцами и джеферсонианцами из-за договора с Англией (Договора Джея), и Ли, который считал необходимой торговлю с Англией, встал на сторону Гамильтона. В начале года Вашингтон приехал в Маунт-Вернон и Ли навестил его. Президент рассказал, что не может подобрать подходящего человека на пост госсекретаря, и спросил мнения Ли. Тот посоветовал кандидатуру Патрика Генри, и президент согласился, но Патрик Генри не принял предложения. Вашингтон стал советоваться с Ли и по другим кабинетным вакансиям. Именно по рекомендации Ли он назначил генеральным прокурором его брата Чарльза Ли. Так странным стечением обстоятельств Ли, от которого отвернулись все партии, стал близким советником президента. Федералисты заметили его и попросили поддержать их кандидатуру на президентских выборах 1796 года. Ли согласился, хотя и без энтузиазма.
Финансовые дела Ли в это время постепенно запутывались. Он купил земли в долине Огайо и из-за этого оказался в долгах, доходы от урожая 1796 года оказались меньше ожидаемых, и ему пришлось одолжить 27 000 долларов у Вашингтона. У него оставалось всё меньше денег на ежедневные расходы. В 1795 году у него родился сын, который умер через несколько месяцев, но в 1796 году родился второй сын, Чарльз Картер Ли. Вскоре о Ли вспомнило правительство: начался конфликт с Францией (Квазивойна), президент назначил Вашингтона главнокомандующим новой армии и дал ему в подчинение четырёх генерал-майоров, одним из которых стал Ли. Джефферсонианцы назвали эту войну заговором генералов, имеющим целью возвести на престол короля Александра (Гамильтона), что ещё больше оттолкнуло от них Ли, который стал убеждённым гамильтонианцем. Так как конфликт с Францией, по слухам, шёл на спад, Ли решил заняться своими политическими противниками и для этого избраться в Палату представителей США. Вопреки советам друзей, он начал предвыборную кампанию, которая шла с февраля по апрель 1799 года. На выборах 24 апреля результат долго был неопределённым, пока не стало известно, что сам Вашингтон проголосовал за Ли. Это произвело впечатление на голосующих, и к концу дня Ли оказался победителем.

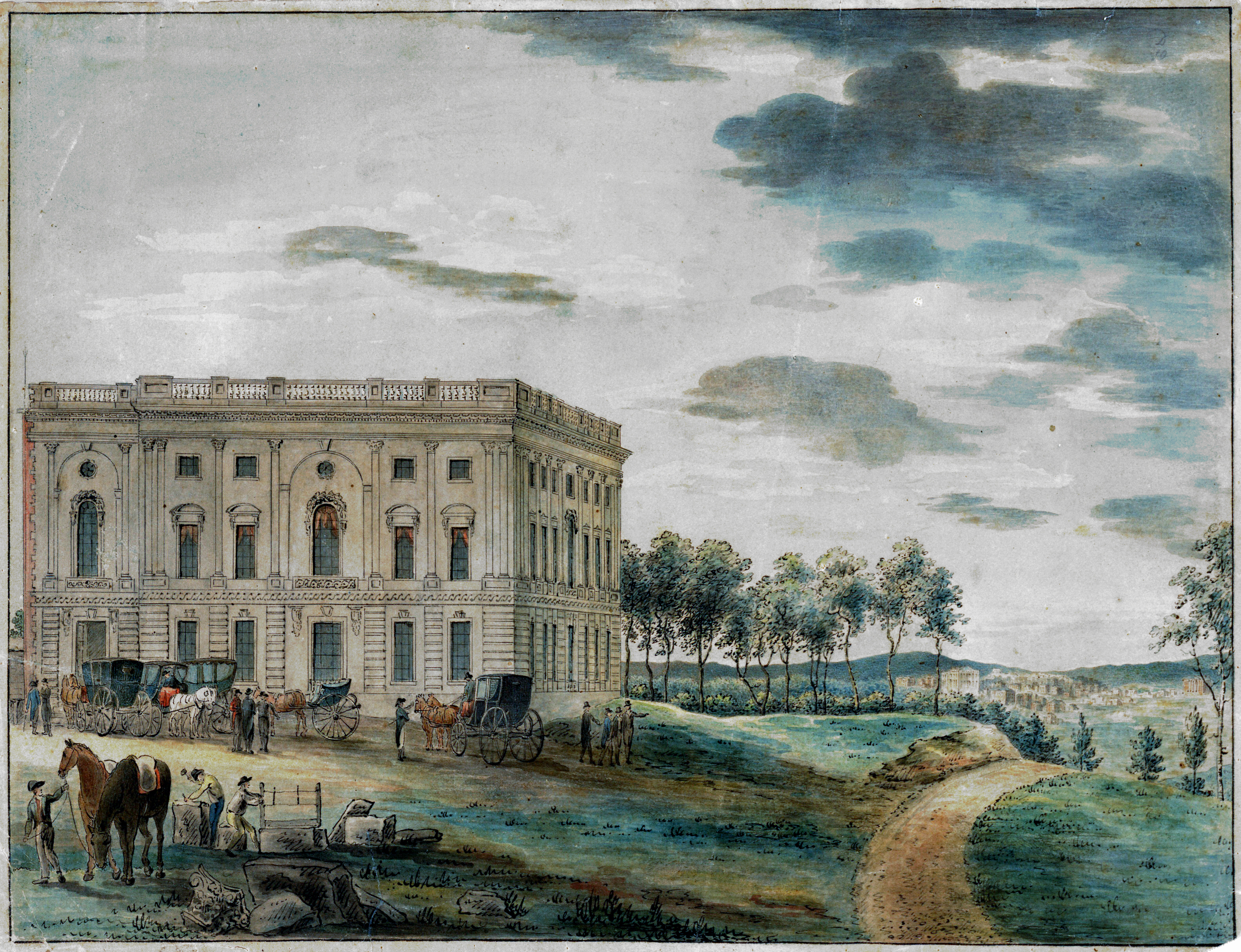
Первое здание Капитолия США в Вашингтоне в 1800 году

8 декабря Ли прибыл к месту собрания Конгресса в Филадельфию, 11 декабря принял присягу депутата, и уже 16 декабря выступал с предложением реформы ополчения. Через два дня до Филадельфии дошли известия о смерти Джорджа Вашингтона. Ли сначала не поверил, и некоторое время проверял эти сообщения. Он был потрясён и одновременно обеспокоен тем, что Конгресс (где доминировали джефферсонианцы) не организует траурных мероприятий. В тот же день он написал резолюцию из трёх пунктов, предложив организовать траурные мероприятия и сформировать специальную комиссию, которая должна выразить скорбь Конгресса по поводу гибели «гражданина, первого на войне, первого в дни мира, и первого в сердцах своих сограждан». Джон Маршалл поддержал резолюцию. На следующий день Ли собирался зачитать её, но не справился с эмоциями, и текст зачитал Маршалл. Конгресс единогласно принял эту резолюцию и ещё несколько других, предложенных Ли в тот же день. Кроме того, Конгресс единогласно поручил Ли составить некролог, как человеку, близкому к Вашингтону. 28 декабря эта речь была зачитана в Немецкой лютеранской церкви Филадельфии в присутствии президента Адамса и всего кабинета министров. Ли говорил 2,5 часа, и снова назвал Вашингтона «первым на войне, первым в дни мира, и первым в сердцах своих сограждан». Сразу же после этого он навестил Марту Вашингтон в Маунт-Верноне, где вручил ей собственноручно написанную копию некролога.
В конце лета 1800 года Конгресс впервые собрался в новом городе Вашингтоне. В ту осень и весной 1801 года Ли активно выступал в Конгрессе, боролся за расширение полномочий судебной власти, предложил закон о создании национальной библиотеки, и стал одним из тех, кто предложили переподчинить Вашингтон федеральной власти. Между тем на президентских выборах 1800 года Джефферсон и Бёрр получили поровну голосов, и окончательное решение должна была принять Палата представителей. Ли поддержал Бёрра и уговаривал Гамильтона не поддерживать Джефферсона, но Гамильтон не поддался на уговоры. 17 февраля выборы решились в пользу Джефферсона. Вместе со всей Палатой представителей Ли явился поздравить Джефферсона, но они даже не подали друг другу руки. Это было фактическим концом политической карьеры Генри Ли. Он вернулся в Стратфорд-Холл, надеясь вести жизнь плантатора.

## Жизнь плантатора
Когда-то Ли одолжил большую сумму денег (предположительно $40 000) Роберту Моррису, но тот обанкротился и попал в долговую тюрьму. Ли пришлось продать всё, чем он владел в Ричмонде, чтобы расплатиться с кредиторами. В то же время Военный департамент уволил его из регулярной армии; Ли был уверен, что это всё интриги Джефферсона. Его единственными друзьями в правительстве остались Мэдисон и Монро. Ли много времени уделял детям, обучая их латыни, французскому и философии, верховой езде, фехтованию и стрельбе из пистолета. Весной 1806 года Анна забеременела, что обещало ещё более осложнить экономическое положение семьи. В те же дни умер её отец, и ей пришлось ехать в Ширли на похороны. Перед своей смертью Чарльз Картер, который потерял веру в Ли, оформил наследство так, чтобы кредиторы Ли не смогли им завладеть. Анна была расстроена смертью отца, заболела во время путешествия, и в целом беременность была тяжёлой. 19 января 1807 года родился её пятый сын, которого назвали Роберт Эдвард Ли. Примерно в те же дни умерла и Милдред, сестра Анны, и тоже составила завещание так, чтобы её собственность не досталась Генри Ли и его кредиторам. Кроме того, Ли, ранее отличавшийся крепки здоровьем, теперь заболел бронхитом, похудел, и всё больше становился похож на старика.

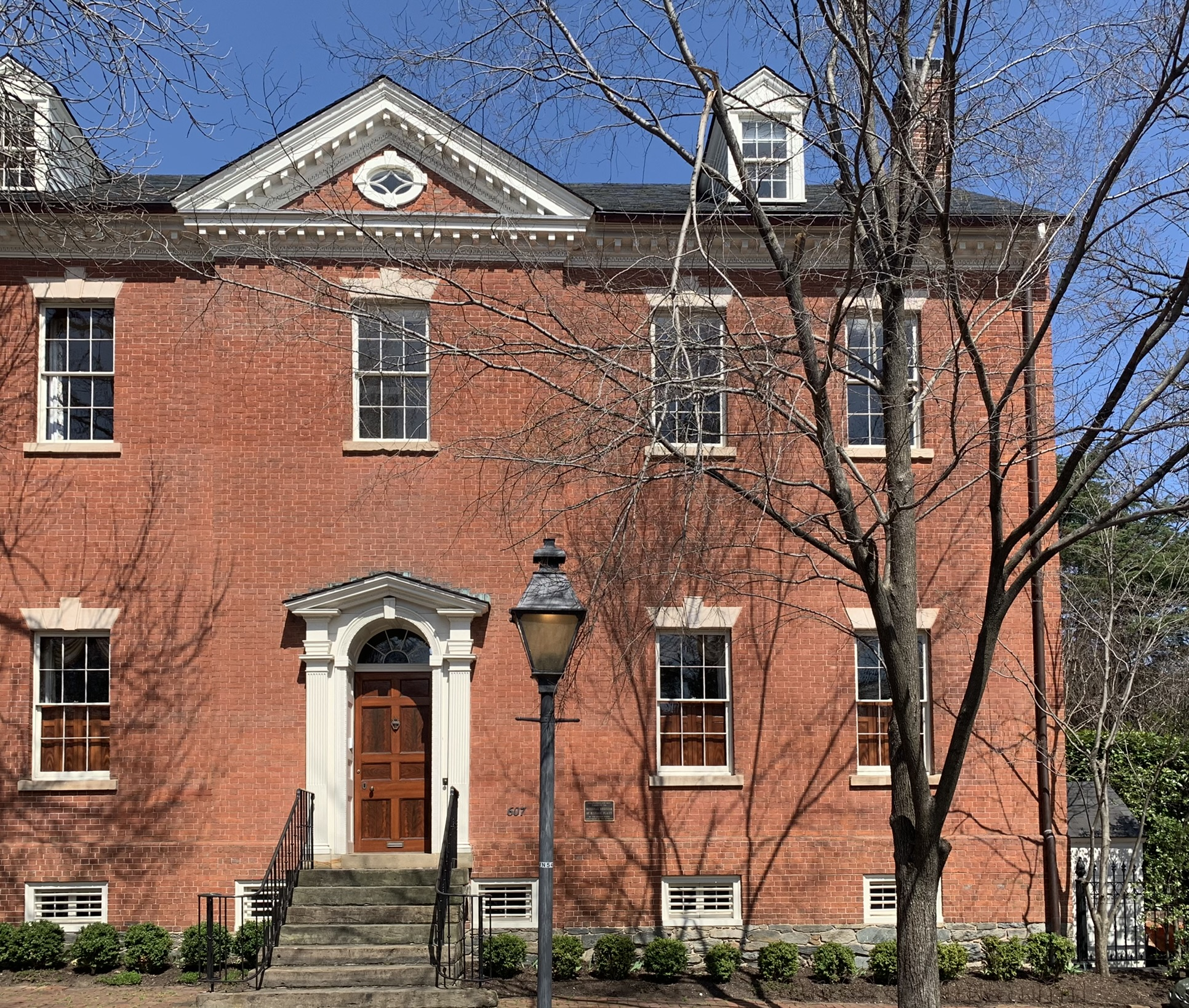
Дом Ли в Александрии

В 1807 году у Америки стали портиться отношения с Англией, дело шло к войне и Джефферсон призвал штаты сформировать ополчение в 120 000 человек, ввёл эмбарго на торговлю с Англией и вернул на службу многих офицеров, в том числе и Ли. Несмотря на плохое здоровье, Ли сразу же одел униформу и отправился инспектировать сбор и тренировку ополченцев. В 1808 году стало ясно, что войны не будет, а проблемы здоровья обострились, и Ли стал думать о том, чтобы отправиться в Бразилию, но из-за эмбарго он не смог найти попутного корабля. Его кредиторы становились всё настойчивее, и в итоге, 11 апреля 1809 года (через месяц после инаугурации Мэдисона), Ли сдался шерифу округа Уэстморленд и 24 апреля был отправлен в долговую тюрьму. Процесс объявления банкротства занял много времени, а безделье сводило Ли с ума, поэтому он начал писать мемуары. Сначала он думал написать биографию генерала Грина (который умер в 1786 году), но так как он плохо знал о событиях в жизни Грина в начале войны, то он сосредоточил внимание на кампании на Юге, и в итоге стал писать о самой кампании. Его время от времени перемещали из тюрьмы в тюрьму — он начал писать в тюрьме Монтросса, а продолжил в тюрьме округа Спотсилвейния, работая по 16—18 часов в день. В апреле 1810 года он был освобождён и вернулся в Стратфорд-Холл, где стал думать над изданием книги. В конце лета 1810 года его старший сын, Генри Ли Младший, стал владельцем Стратфорд-Холла, и Ли покинул усадьбу, поскольку гордость не позволяла ему жить в доме своих сыновей. На последние деньги он купил дом в Александрии и переехал туда, взяв с собой двух лошадей, корову и собаку. Он перестал интересоваться светской жизнью, хотя несколько раз посещал своего друга Мэдисона в Белом доме.
Летом 1811 года мемуары были окончены, и Ли опубликовал их через издательство Bradford&Inskip в Филадельфии. Ожидания войны с Англией оживили интерес к Войне за независимость и книга продавалась довольно хорошо. Но Ли не стремился к известности, он думал только о том, как бы попасть на юг для исправления здоровья. Как раз в те дни ураган обрушился на некоторые острова Карибского моря и американское правительство намеревалось отправить туда гуманитарный груз, и у Генри появилась надежда воспользоваться этим случаем. Президент Мэдисон был готов помочь, однако британская сторона не дала согласия, и затея сорвалась. Генри был сильно расстроен, но 18 июня 1812 года началась Англо-американская война, и у Генри были все шансы на то, чтобы возглавить американскую армию.
Американская армия была не готова к войне, не хватало всего, в том числе и офицеров, но Ли не подходил для полевой службы по состоянию здоровья, и не годился для административной по складу характера. 26 июля он по какой-то причине отправился в Балтимор. В те дни в городе разгорелся конфликт между антивоенным журналистом Хэнсоном и жителями города (известный как Балтиморский мятеж 1812 года). Возможно, Ли приехал, чтобы разъяснить Хэнсону позицию правительства. В 19:00 Ли посетил Хэнсона, и собирался уже возвращаться, но на выходе молодежь забросала его камнями и не дала покинуть дом. Начала собираться толпа, и Ли послал за полицией, а сам тем временем начал организовывать оборону дома. В полночь началась перестрелка, и на стороне осаждающих оказалась небольшая пушка. Только утром явились представители власти с вооружённым отрядом, и предложили арестовать защитников дома и отвести их в тюрьму. Ли согласился, но на следующий день толпа окружила тюрьму, а затем выломала двери, ворвалась внутрь и набросилась на задержанных. Генри был избит до беспамятства. Когда толпа разошлась, раненые были доставлены в госпиталь. Ли был так изранен, что врачи едва узнали его. Его тайно вывезли в Пенсильванию в Литл-Рок, где он пришёл в сознание только на седьмой день, как раз к моменту приезда жены. Только в середине сентября врачи разрешили ему покинуть госпиталь. Он вернулся в Александрию инвалидом, который едва мог ходить. Президент Мэдисон лично навестил его, и в газетах писали, что он обратился к юному Роберту Ли со словами «пусть честь и слава твоего отца станет примером, который ты никогда не забудешь!». Эта публикация считается первым упоминанием Роберта Ли в печати.

## Путешествие на Карибы и смерть
К январю 1813 года американское командование осознало уровень некомпетентности своих командиров и стало искать более способных генералов. Президент Мэдисон предложил Ли вернуться в армию в звании генерал-майора, но здоровье Ли сильно ухудшилось после травм, полученных в Балтиморе, поэтому он отказался, хотя в частном порядке сделал несколько рекомендаций по управлению войсками. С его больными лёгкими было тяжело переносить зимы в Александрии, поэтому было решено, что он отправится в путешествие для поиска подходящего климата, а семья останется в Александрии. Он не знал испанского и забыл французский, поэтому хотел посетить британские острова Карибского моря, несмотря на войну с Британией. По указанию президента госсекретарь (Монро) начал переговоры по организации такого путешествия. В это время британским флотом в Северной Америке командовал адмирал Уоррен, который был поклонником Ли. Он решил, что старый больной человек, хотя бы и представитель враждебного государства, имеет право посетить Карибы, и выдал ему разрешение на посещение всех островов, кроме Ямайки. Нашлась португальская шхуна, которая следовала из Квебека на Барбадос, и с ней договорились, что она заберёт Генри в Балтиморе. 

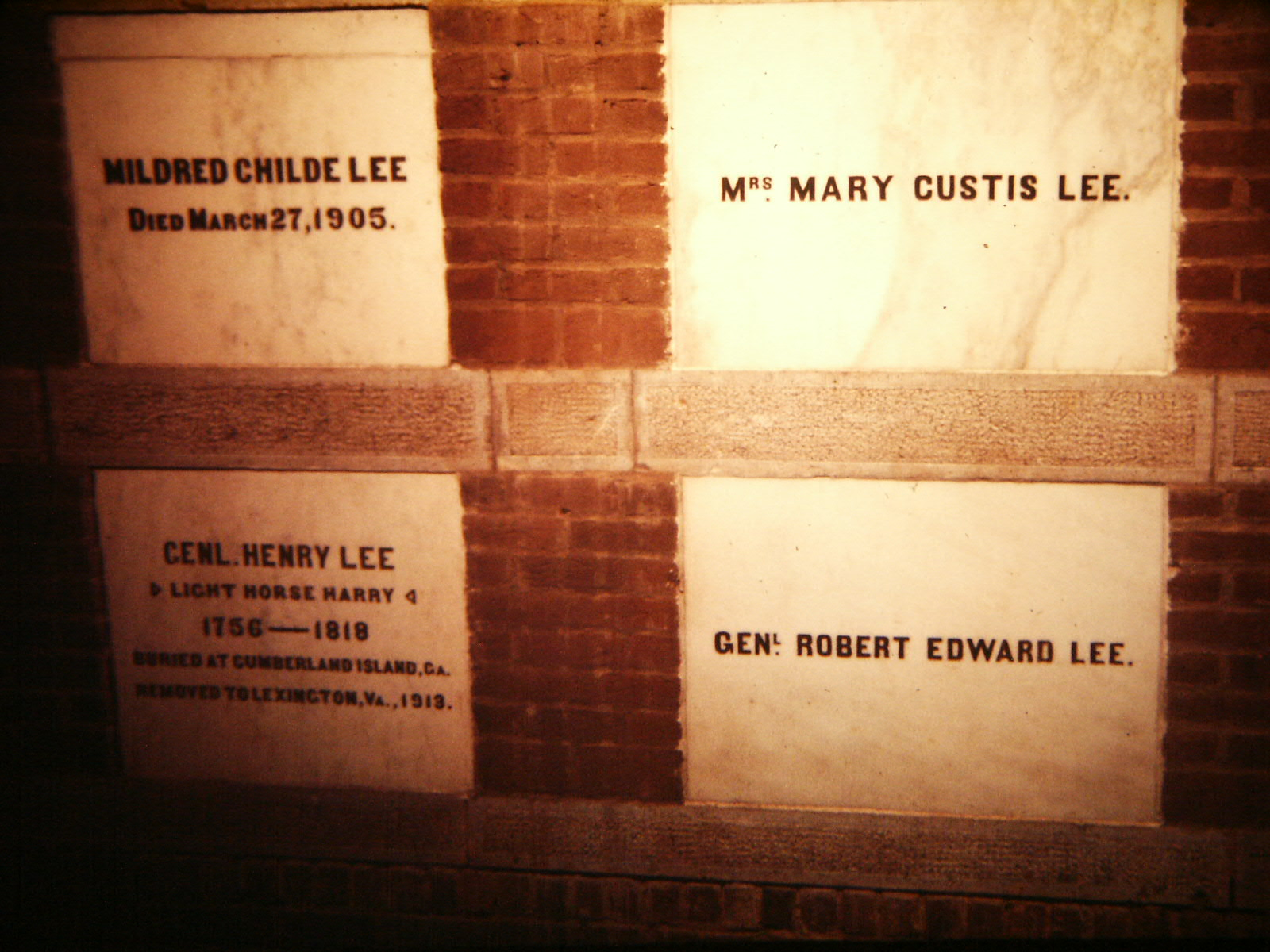
Могила Генри Ли в склепе в Лексингтоне

Ли прибыл на Барбадос ранней весной 1813 года, и нашёл его вполне пригодным для жизни. Он отправил в подарок президенту Мэдисону несколько бутылок мадеры и черепаху. Он часто посещал дом губернатора Джорджа Беквита и обсуждал с ним ход войны. В январе 1814 года он решил, что уже достаточно выздоровел и может вернуться домой. Он прибыл на Пуэрто-Рико, откуда запросил у британцев разрешения отплыть в Северную Америку, но Уоррена уже сменили на его посту и Ли получил отказ. Он начал перемещаться с острова на остров в поисках пути возвращения, и только в апреле 1815 года узнал о том, что война завершена. В то время из-за недостатка средств он питался только самой дешевой пищей и сильно исхудал. Только в феврале 1818 года он нашёл корабль, который доставил бы его в Норфолк, и купил на нём место на последние деньги. Во время путешествия море было спокойным, но Ли с трудом переносил плавание, поэтому, когда корабль прибыл в Саванну, он попросил высадить его в 14 милях от города, там, где находилось имение Дандженесс, в котором жила вдова генерала Натаниеля Грина.
Семья Грина встретила Ли и поселила в специальной гостевой комнате. Гарнизон Саванны выделил двух офицеров для постоянного присутствия в доме. К Генри был направлен флотский врач, но было уже поздно. Днём 25 марта 1818 года Генри умер во сне. Его похоронили с военными почестями в присутствии комоддора Джона Хенли и отряда морских пехотинцев. Его друзья и родственники не смогли присутствовать на похоронах. Впоследствии его родственники не посещали могилу, и только летом 1862 года её посетил его младший сын, Роберт Эдвард Ли.
В 1913 году останки Генри Ли были перенесены в Лексингтон и захоронены в фамильной часовне рядом с могилой его сына, генерала Ли. На месте первоначальной могилы сохранилась каменная надгробная плита.

## Семья
Между 8 и 13 апреля 1782 года на плантации Стратфорд-Холл Ли женился на своей дальней родственнице, Матильде Ладвелл Ли (1764—1790), известной как «Божественная Матильда». Матильда была дочерью Филиппа Ладвелла Ли, сквайра, и Элизабет Степто. У Генри и Матильды было трое детей:
- Филип Ладвел Ли (1784—1794)
- Люси Ли (1786—1860), в 1803 году вышла замуж за Бернарда Мура Картера.
- Генри Ли IV[англ.] (28 мая 1787 — 30 января 1837) — историк, спичрайтер Джона Кэлхуна и Эндрю Джексона, которому он также помогал писать инаугурационную речь.

18 июня 1793 года на плантации Ширли Ли женился на Анне Хилл Картер (1773—1829). Она была дочерью Чарльза Картера, сквайра, и Энн Батлер Мур. Она была потомком короля Роберта II Шотландского через 2-го графа Кроуфорда. У Ли и Анны было шестеро детей:
- Элджернон Сидни Ли (2 апреля 1795 — 9 августа 1796)
- Чарльз Картер Ли (1798—1871)
- Анна Кинлок Ли (19 июня 1800 — 20 февраля 1864), в 1825 году вышла замуж за Уильяма Льюиса Маршалла (1803—1869).
- Сидни Смит Ли[англ.] (1802—1869)
- Роберт Эдвард Ли (19 января 1807 — 12 октября 1870)
- Кэтрин Милдред Ли (27 февраля 1811—1856), в 1831 году вышла замуж за Эдварда Вернона Чайлда

## Работы
- A Funeral Oration in Honor of the Memory of George Washington

Некролог Вашингтона, размером в 3500 слов, был зачитан в Конгрессе 28 декабря 1799 года, и затем много раз издавался (например: Boston, Printed for Joseph Nancrede and Manning & Loring, 1800) и переиздавался.
- Lee, Henry, and Robert E. Lee. Memoirs of the War in the Southern Department of the United States. Eyewitness accounts of the American Revolution.

Этот труд был издан в 1812 году в двух томах, затем в 1827 году старший сын Ли переиздал его, а в 1869 Роберт Ли снова переиздал эту работу с добавлением краткой биографии. Эта книга стала важным источником для изучения войны на Южном театре, а также одним из лучших военных мемуаров на английском языке.